# IC 1780
IC 1780 — галактика типу S? (спіральна галактика) у сузір'ї Овен.
Цей об'єкт міститься в оригінальній редакції індексного каталогу.